# Neudy Primo Massolini
Neudy Primo Massolini (Serafina Corrêa, 22 de março de 1929 – 9 de julho de 1992) foi um advogado e político brasileiro.

## Vida
Filho de Fioravante Massolini e de Palmira Nardi Massolini, bacharelou-se em direito pela Faculdade de Direito de Santa Catarina, em 1956.

## Carreira
Foi prefeito municipal de Concórdia (1973 — 1977).
Foi deputado à Assembleia Legislativa de Santa Catarina na 9ª legislatura (1979 — 1983), eleito pela Aliança Renovadora Nacional (ARENA), e na 10ª legislatura (1983 — 1987), eleito pelo Partido Democrático Social (PDS).